# Pilthyttedammen
Pilthyttedammen är en sjö i Nyköpings kommun i Södermanland och ingår i Kilaåns huvudavrinningsområde. Pilthyttedammen ligger i Stora Bötet Natura 2000-område.
Pilthyttedammen är anlagd som hyttdamm för Pilthyttan. Den omtalas i dokument första gången 1551. Hyttdammen har dock troligen tidvis varit torrlagd. 1670 finns torpet Dammändan vid Pilthyttedammens södra ände dokumenterad första gången, varför dammen troligen fanns då, men dammen saknas på sockenkartan från 1677, och på geometriska kartan över Pilthyttan 1689 finns endast "Måsse af dybotn" på platsen för dammen. Södra delen av dammen är numera igenväxt. En modern dammlucka i betong finns monterad i dammens ände.